# Arlène Tempier
Arlène Tempier est une animatrice de télévision sur la chaîne France 2 et une chanteuse française. Elle commence sa carrière en enregistrant des disques de variétés qui se vendent bien au Japon. Elle a notamment interprété le générique japonais de La Tulipe noire (La Seine no Hoshi) en 1975.  
Puis elle est connue pour avoir animé l'émission Des chiffres et des lettres sur France 2 de 1991 à 2000. 
Elle est également connue pour avoir présenté Les Chemins de la foi sur la même chaîne, de 2003 à 2019, en tant que speakerine faisant le lien entre les émissions propres à chacune des différentes religions représentées [dans l'ordre de chacune de ces matinales du dimanche, de la plus "lève-tôt" à la plus tardive juste après la messe catholique : Sagesses bouddhistes, Islam, judaïsme, "chrétiens d'Orient", Présence protestante, la messe diffusée depuis une église différente à chaque fois (parfois en Eurovision en français doublé en direct, voire "Mondovision" pour les JMJ catholiques) et Le Jour du Seigneur, avec parfois des spéciales chrétiennes œcuméniques ("Agapè"...)], le tout souvent sur un fond de ciel bleu ensoleillé parsemé de quelques nuages d'un blanc immaculé.
Depuis le 6 janvier 2019, elle n'apparaît plus dans la présentation de l'émission du dimanche matin Les Chemins de la foi.
Elle écrit des concepts d'émissions et a créé un atelier de bien être.